# Ліга націй УЄФА 2022—2023 (Ліга D)
Ліга націй УЄФА 2022—2023 — Ліга D (англ. 2022–23 UEFA Nations League D) — нижчий дивізіон Ліги націй УЄФА 2022—2023, що пройшов у 2022—2023 роках за участю чоловічих збірних команд 7 членів асоціацій УЄФА.

## Формат
Формат Ліги D залишився незмінним з попереднього сезону. 7 команд (місця з 49 по 55 в списку учасників Ліги націй 2022—23) будуть поділені на 2 групи —  4 команди в одній та 3 в інший групі. Кожна команда грає по два матчі з кожним суперником в своїй групі (вдома та на виїзді). Команди грають, за можливістю, подвійні тури (по 2 матчі поспіль) у червні та вересні. Переможець кожної групи отримує підвищення до Ліги C Ліги націй 2024-25.

## Учасники

### Зміни в списку учасників
Після сезону 2020–21 у Лізі D відбулися такі зміни:
| З Ліги C (пониження) |
| -------------------- |
| - Естонія - Молдова  |

| До Ліги C (підвищення)          |
| ------------------------------- |
| - Гібралтар - Фарерські острови |

### Жеребкування
Для жеребкування команди було поділено на кошики на основі загального рейтингу Ліги націй 2020-21.
| Команда     | Рейт |
| ----------- | ---- |
| Молдова[1]  | 49   |
| Естонія[1]  | 50   |
| Ліхтенштейн | 51   |
| Мальта      | 52   |

| Команда    | Рейт |
| ---------- | ---- |
| Латвія     | 53   |
| Сан-Марино | 54   |
| Андорра    | 55   |

1. ^ a b Команди 45 та 46 мають визначитися в результаті плей-оф за виживання у Лізі C Ліги націй 2020—21 у березні 2022. Переможені пар Казахстан – Молдова та Кіпр – Естонія вибувають до Ліги D.

Жеребкування групових етапів відбулося 16 грудня 2021 о 19:00 (18:00 CET) у  Монтре.

## Групи
17 грудня 2021, наступного дня після жеребкування, УЄФА затвердили календар групового етапу.
Час вказано в EEST (київський час). Місцевий час, якщо відрізняється, вказано в дужках.

### Група 1
| Поз | Команда     | І | В | Н | П | ГЗ | ГП | РГ  | О  | Кваліфікація   |     | Латвія | Молдова | Андорра | Ліхтенштейн |
| --- | ----------- | - | - | - | - | -- | -- | --- | -- | -------------- | --- | ------ | ------- | ------- | ----------- |
| 1   | Латвія (P)  | 6 | 4 | 1 | 1 | 12 | 5  | +7  | 13 | Вихід у Лігу C |     | —      | 1:2     | 3:0     | 1:0         |
| 2   | Молдова     | 6 | 4 | 1 | 1 | 10 | 6  | +4  | 13 |                |     | 2:4    | —       | 2:1     | 2:0         |
| 3   | Андорра     | 6 | 2 | 2 | 2 | 6  | 7  | −1  | 8  |                | 1:1 | 0:0    | —       | 2:1     |             |
| 4   | Ліхтенштейн | 6 | 0 | 0 | 6 | 1  | 11 | −10 | 0  |                | 0:2 | 0:2    | 0:2     | —       |             |

1. 1 2  Різниця м'ячів в очних зустрічах: Латвія +1, Молдова -1

| 3 червня 2022 19:00 |

| Латвія                                      | 3:0      | Андорра |
| ------------------------------------------- | -------- | ------- |
| - Улдрікіс 9', 81' - Я. Ікаунєкс 85' (пен.) | Протокол |         |

| Даугава, Рига Арбітр: Томаш Мусіал (Польща) |

| 3 червня 2022 21:45 (20:45 CEST) |

| Ліхтенштейн | 0:2      | Молдова                         |
| ----------- | -------- | ------------------------------- |
|             | Протокол | - Ніколаєску 5' - Болохан 90+1' |

| Райнпарк, Вадуц Арбітр: Гіоргі Круашвілі (Грузія) |

| 6 червня 2022 19:00 |

| Латвія       | 1:0      | Ліхтенштейн |
| ------------ | -------- | ----------- |
| - Зюзінс 73' | Протокол |             |

| Даугава, Рига Арбітр: Маріо Зебец (Хорватія) |

| 6 червня 2022 21:45 (20:45 CEST) |

| Андорра | 0:0      | Молдова |
| ------- | -------- | ------- |
|         | Протокол |         |

| Естаді Насьйональ, Андорра-ла-Велья Арбітр: Ліонель Чуді (Швейцарія) |

| 10 червня 2022 19:00 |

| Молдова                             | 2:4      | Латвія                                       |
| ----------------------------------- | -------- | -------------------------------------------- |
| - Ніколаєску 5' (пен.) - Моцпан 64' | Протокол | - Гутковскіс 19', 60' - Я. Ікаунєкс 26', 75' |

| Зімбру, Кишинів Арбітр: Ендрю Медлі (Англія) |

| 10 червня 2022 21:45 (20:45 CEST) |

| Андорра                            | 2:1      | Ліхтенштейн   |
| ---------------------------------- | -------- | ------------- |
| - Алаез 78' (пен.) - Чус Рубіо 82' | Протокол | - Майер 90+3' |

| Естаді Насьйональ, Андорра-ла-Велья Арбітр: Нейц Кайтазович (Словенія) |

| 14 червня 2022 19:00 |

| Молдова                                       | 2:1      | Андорра           |
| --------------------------------------------- | -------- | ----------------- |
| - Каймаков 26' (пен.) - Ніколаєску 50' (пен.) | Протокол | - М. Віейра 45+4' |

| Зімбру, Кишинів Арбітр: Петер К'єсгорд (Данія) |

| 14 червня 2022 21:45 (20:45 CEST) |

| Ліхтенштейн | 0:2      | Латвія                |
| ----------- | -------- | --------------------- |
|             | Протокол | - Гутковскіс 20', 28' |

| Райнпарк, Вадуц Арбітр: Александар Ставрев (Північна Македонія) |

| 22 вересня 2022 19:00 |

| Латвія            | 1:2      | Молдова                        |
| ----------------- | -------- | ------------------------------ |
| - Я. Ікаунєкс 55' | Протокол | - Ревенко 26' - Ніколаєску 45' |

| Сконто, Рига Арбітр: Антоніу Нобре (Португалія) |

| 22 вересня 2022 21:45 (20:45 CEST) |

| Ліхтенштейн | 0:2      | Андорра                 |
| ----------- | -------- | ----------------------- |
|             | Протокол | - Росас 4' - Сервос 80' |

| Райнпарк, Вадуц Арбітр: Юджин Джая (Албанія) |

| 25 вересня 2022 16:00 |

| Молдова              | 2:0      | Ліхтенштейн |
| -------------------- | -------- | ----------- |
| - Штине 90+2', 90+4' | Протокол |             |

| Зімбру, Кишинів Арбітр: Стефані Фраппар (Франція) |

| 25 вересня 2022 16:00 (15:00 CEST) |

| Андорра     | 1:1      | Латвія           |
| ----------- | -------- | ---------------- |
| - Росас 88' | Протокол | - Гутковскіс 50' |

| Естаді Насьйональ, Андорра-ла-Велья Арбітр: Анастасіос Папапетру (Греція) |

### Група 2
| Поз | Команда     | І | В | Н | П | ГЗ | ГП | РГ | О  | Кваліфікація   |     | Естонія | Мальта | Сан-Марино |
| --- | ----------- | - | - | - | - | -- | -- | -- | -- | -------------- | --- | ------- | ------ | ---------- |
| 1   | Естонія (P) | 4 | 4 | 0 | 0 | 10 | 2  | +8 | 12 | Вихід у Лігу C |     | —       | 2:1    | 2:0        |
| 2   | Мальта      | 4 | 2 | 0 | 2 | 5  | 4  | +1 | 6  |                |     | 1:2     | —      | 1:0        |
| 3   | Сан-Марино  | 4 | 0 | 0 | 4 | 0  | 9  | −9 | 0  |                | 0:4 | 0:2     | —      |            |

| 2 червня 2022 21:45 |

| Естонія                | 2:0      | Сан-Марино |
| ---------------------- | -------- | ---------- |
| - Кірсс 24' - Тамм 32' | Протокол |            |

| А. Ле Кок Арена, Таллінн Арбітр: Йоанніс Пападопулос (Греція) |

| 5 червня 2022 16:00 (15:00 CEST) |

| Сан-Марино | 0:2      | Мальта                        |
| ---------- | -------- | ----------------------------- |
|            | Протокол | - Бусуттіл 59' - Гіллом'є 75' |

| Сан-Марино Стедіум, Серравалле Арбітр: Аліяр Агаєв (Азербайджан) |

| 9 червня 2022 21:45 (20:45 CEST) |

| Мальта          | 1:2      | Естонія                            |
| --------------- | -------- | ---------------------------------- |
| - Гейн 56' (аг) | Протокол | - Васильєв 21' - Генрі Аніер 90+4' |

| Національний, Та-Калі Арбітр: Боббі Медден (Шотландія) |

| 12 червня 2022 21:45 (20:45 CEST) |

| Мальта          | 1:0      | Сан-Марино |
| --------------- | -------- | ---------- |
| - З. Мускат 50' | Протокол |            |

| Національний, Та-Калі Арбітр: Денніс Хіглер (Нідерланди) |

| 23 вересня 2022 19:00 |

| Естонія                                   | 2:1      | Мальта             |
| ----------------------------------------- | -------- | ------------------ |
| - Саппінен 45+6' (пен.) - Генрі Аніер 86' | Протокол | - Теума 51' (пен.) |

| А. Ле Кок Арена, Таллінн Арбітр: Даніель Зіберт (Німеччина) |

| 26 вересня 2022 21:45 (20:45 CEST) |

| Сан-Марино | 0:4      | Естонія                                             |
| ---------- | -------- | --------------------------------------------------- |
|            | Протокол | - Генрі Аніер 38', 77' - Теністе 56' - Саппінен 66' |

| Сан-Марино Стедіум, Серравалле Арбітр: Катерина Монзуль (Україна) |

## Найкращі бомбардири
Протягом турніру було забито  44 голів у 18 матчах, з середнім показником 2.44 голів за матч (станом на 26 вересня 2022).
5 голів
- Владіславс Гутковскіс

4 голи
- Генрі Аніер
- Яніс Ікаунєкс
- Іон Ніколаєску

2 голи
- Альберт Росас
- Рауно Саппінен
- Робертс Улдрікіс
- Віктор Штине

1 гол
- Жорді Алаез
- Марсіо Віейра
- Чус Рубіо
- Жоан Сервос
- Костянтин Васильєв
- Роберт Кірсс
- Йоонас Тамм
- Таійо Теністе
- Артурс Зюзінс
- Лівіо Майер
- Ян Бусуттіл
- Меттью Гіллом'є
- Зак Мускат
- Тедді Теума
- Вадим Болохан
- Михайло Каймаков
- Нікіта Моцпан
- Йоан-Келін Ревенко

1 автогол
- Карл Гейн (проти Мальти)

## Загальний рейтинг
| Рей | Груп | Команда     | І | В | Н | П | ГЗ | ГП | РГ  | О  |
| --- | ---- | ----------- | - | - | - | - | -- | -- | --- | -- |
| 49  | D2   | Естонія     | 4 | 4 | 0 | 0 | 10 | 2  | +8  | 12 |
| 50  | D1   | Латвія      | 4 | 2 | 1 | 1 | 9  | 5  | +4  | 7  |
|     |      |             |   |   |   |   |    |    |     |    |
| 51  | D1   | Молдова     | 4 | 2 | 1 | 1 | 6  | 6  | 0   | 7  |
| 52  | D2   | Мальта      | 4 | 2 | 0 | 2 | 5  | 4  | +1  | 6  |
|     |      |             |   |   |   |   |    |    |     |    |
| 53  | D1   | Андорра     | 4 | 0 | 2 | 2 | 2  | 6  | −4  | 2  |
| 54  | D2   | Сан-Марино  | 4 | 0 | 0 | 4 | 0  | 9  | −9  | 0  |
|     |      |             |   |   |   |   |    |    |     |    |
| 55  | D1   | Ліхтенштейн | 6 | 0 | 0 | 6 | 1  | 11 | −10 | 0  |

## Дисциплінарні покарання
Показник фейр-плей використовується як один з критеріїв визначення місць команд у таблиці. Показник базується на отриманих у матчах дисциплінарних покараннях (жовті та червоні картки) та розраховується таким чином:
- жовта картка = 1 бал
- червона картка (як результат другої жовтої) = 3 бали
- пряма червона картка = 3 бали
- пряма червона після жовтої картки = 4 бали

До гравця може застосовуватися не більше ніж одне з вищевказаних покарань за один матч.
| Гр. | Команда     | Матч 1 | Матч 2  | Матч 3 | Матч 4 | Матч 5  | Матч 6 | Бали |
| --- | ----------- | ------ | ------- | ------ | ------ | ------- | ------ | ---- |
| D1  | Латвія      |        | - 1     | - 2    | - 2    | - 1     | - 4    | 10   |
| D1  | Андорра     |        | - 2     | - 2    | - 2    | - 3     | - 2    | 11   |
| D1  | Ліхтенштейн | - 3    | - 1     | - 3    | - 3    | - 4     | - 3    | 17   |
| D1  | Молдова     | - 2    | - 4 - 1 | - 1    | - 2    | - 4     | - 2    | 18   |
| D2  | Естонія     |        | —       | - 2    | —      | - 1     | - 1    | 4    |
| D2  | Мальта      | —      | - 3     | - 1    |        | - 1 - 1 | —      | 8    |
| D2  | Сан-Марино  | - 2    | - 2     | —      | - 3    | —       | - 1    | 8    |